# ميكائيل ستيفان
ميكائيل ستيفان (بالفرنسية: Mickaël Stéphan) هو لاعب كرة قدم فرنسي في مركز الوسط، ولد في 17 ديسمبر 1975 في فالانس في فرنسا. لعب مع نادي أنجيه ونادي إنتينت.

## وصلات خارجية
- ميكائيل ستيفان على موقع رابطة كرة القدم الفرنسية للمحترفين (الإنجليزية)
- ميكائيل ستيفان على موقع قاعدة بيانات كرة القدم.إي يو (الإنجليزية)